# Léon Pawlak
Léon Pawlak était un footballeur professionnel polonais naturalisé français. Il évolue comme milieu de terrain dans plusieurs clubs français entre 1928 et 1937. 
Surnommé Peau d’anguille pour son habitude d’utiliser un remède de bonne femme à base d’anguille afin de soulager ses entorses, il fait partie de la première génération de joueurs de Division 1 en France.

## Biographie
Il naît le 27 janvier 1906 à Recklinghausen (Allemagne), fils de Tomasz Pawlak (1875-1936), né à Chwalkowice en Pologne et de Margaretha Luczak (1880-1932), née à Slomczyce en Pologne. Ses parents, issus de familles paysannes, émigrent d’abord en Allemagne, puis dans le Nord-Pas-de-Calais, pour travailler dans les mines de charbon. Léon grandit dans une fratrie de dix enfants. 
Il est naturalisé français le 13 novembre 1928. 
Léon Pawlak a 26 ans quand est créé la Division 1 en France. Lors de la saison 1932-1933, il joue comme milieu de terrain au Red Star Olympique. Cette première saison, la division est scindée en deux groupes, le Red Star termine à la huitième place (sur dix) du groupe B. Le club est relégué en deuxième division, Pawlak change de club mais reste en deuxième division avec le RC Calais (où il dû rester sur la touche pendant quelques mois à la suite d'une méchante blessure au pied). Avec Calais, il termine à la dernière place lors de la saison 1933-1934, cependant le club n'est pas relégué. Malgré les mauvaises performances de son club, Pawlak est engagé par le promu de première division, le Racing Strasbourg. A Strasbourg, Pawlak devient titulaire et son équipe termine à la deuxième place derrière le FC Sochaux.

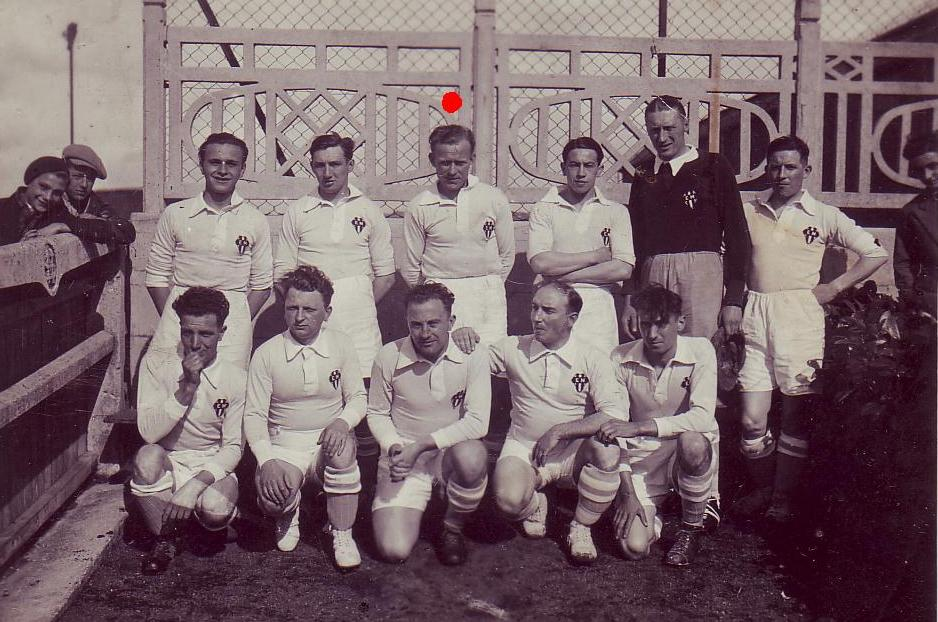
avec le point rouge, c'est Léon Pawlak

Avec ce titre de vice-champion en poche, il change de nouveau de club et rejoint l'AS Cannes, avec laquelle il termine à la cinquième place la saison suivante. A 30 ans, il rejoint alors le Stade de Reims en deuxième division, il fait partie de l'équipe pour la saison 1936-1937.
Au total, Léon Pawlak joue dans cinq clubs différents lors des cinq premières années du football professionnel en France.
En 1939, Léon arrête le foot professionnel et revient dans un plus petit club (Valenciennes) et 1940 à Jeumont où il fut nommé entraîneur mais pas longtemps car il fut mobilisé par l’Armée Française.
Léon fut capitaine de l’équipe de Jeumont – Marpent et actif arrière du vétéran club frontalier. Après la guerre, il fut entraîneur de Boussois et de Grand-Reng.
Il décède le 8 septembre 1977 à l'hôpital de Valenciennes. Il est inhumé avec son épouse au cimetière de Marpent (Nord).

## Vie privée
Il épouse Jozéfa (Joséphine) PIEPCZYK le 8 juin 1929 à Flers-en-Escrebieux. Ils auront 2 enfants : Alina (1929-1929) et Yvonne-Rose (1933-2008). 
D'une relation lorsqu'il était prisonnier en Allemagne durant la 2e guerre mondiale, est né un fils : Norbert (1944-2019).
Son arrière petit-fils, Alexandre Jaupart (par ailleurs échevin à Estinnes en Belgique) a réalisé son arbre généalogique. Il est disponible sur geneaweb. Il a également réalisé un article où l'on retrouve différentes informations et photos concernant Léon Pawlak, sur le site jaupart.be.

## Palmarès
RC Strasbourg
- Championnat de France :	
  - Vice-champion : 1934-35.